# Tokyo University Kemigawa Athletic Ground
Der Tokyo University Kemigawa Athletic Ground ist ein Athletic Ground der Tokyo University im Hanamigawa Ward von Chiba City, der capital city von Chiba Prefecture in Japan.
Der Name des Athletic Ground ist Tōkyō daigaku Kemigawa sōgō-undōjō (jp. 東京大学検見川総合運動場; dt. etwa „allgemeines Sportgelände Kemigawa [der] Universität Tokio“). Kemi River (Kemigawa) ist eine lokale Bezeichnung für den Unterlauf des Hanami River (Hanamigawa), nach dem auch der city ward benannt ist. Es gibt auch einen Stadtteil Kemigawachō, wo sich die railway stations Kemigawa und Shin-Kemigawa befinden, aber der Athletic Ground liegt etwas nördlich davon in den neighbourhoods Hanazonochō, Asahigaoka und Hatamachi. Die ganze Gegend war bis 1937 Teil von Kemigawa Town im Chiba District von Chiba Prefecture.

## Geschichte
Der 26 Hektar große Sportpark verfügt über 5 Fußballfelder, 8 Tennisplätze, eine Crosslauf-Strecke, sowie ein Rugby-, Baseball-, Hockey- und American-Football-Feld. Des Weiteren gibt es ein "Seminar House" mit 4 Seminarräumen und einem Hotel für 196 Gäste.
Während den Olympischen Sommerspielen 1964 wurde auf dem Gelände der Crosslauf des Modernen Fünfkampfs ausgetragen.